# Marco Histórico Nacional na Dakota do Sul
A lista de Marco Histórico Nacional na Dakota do Sul contem os marcos designados pelo Governo Federal dos Estados Unidos para o estado norte-americano da Dakota do Sul.
Existem 16 Marcos Históricos Nacional (NHLs) na Dakota do Sul, sendo um deles compartilhado com o Iowa e listado pelo Serviço Nacional de Parques também naquele estado. Eles estão distribuídos em 13 dos 66 condados do estado. O primeiro marco da Dakota do Sul foi designado em 4 de julho de 1961 e o mais recente em 17 de junho de 2011.

## Listagem atual
Legenda:
| NRHP | Registro Nacional de Lugares Históricos |
| NHL  | Marco Histórico Nacional                |
| NHLD | Distrito Histórico Nacional             |
| HD   | Distrito Histórico                      |
| NHS  | Local Histórico Nacional                |
| NMEM | Memorial Nacional dos EUA               |
| NMON | Monumento Nacional dos EUA              |
| NHP  | Parque Histórico Nacional dos EUA       |
| NMP  | Parque Nacional Militar dos EUA         |

| [ 2 ] | Nome                                                                                | Imagem | Inclusão                          | Localidade e coordenadas                                    | Condado                | NHLS     | Observações                                     |
| ----- | ----------------------------------------------------------------------------------- | ------ | --------------------------------- | ----------------------------------------------------------- | ---------------------- | -------- | ----------------------------------------------- |
| 1     | Arzberger Site                                                                      |        | 19 de julho de 1964 (60 anos)     | Endereço restrito, Pierre                                   | Hughes                 | 66000715 |                                                 |
| 2     | Bear Butte                                                                          |        | 21 de dezembro de 1981 (43 anos)  | Sturgis                                                     | Meade                  | 73001746 |                                                 |
| 3     | Blood Run Site                                                                      |        | 29 de agosto de 1970 (54 anos)    | Endereço restrito nas proximidades de Sioux Falls, SD.      | Lincoln, SD e Lyon, IA | 70000246 | Faz parte oficialmente da lista de Iowa.        |
| 4     | Bloom Site                                                                          |        | 19 de julho de 1964 (60 anos)     | Bloom                                                       | Hanson                 | 66000714 |                                                 |
| 5     | Crow Creek Site                                                                     |        | 19 de julho de 1964 (60 anos)     | Chamberlain                                                 | Buffalo                | 66000710 |                                                 |
| 6     | Distrito Histórico de Deadwood                                                      |        | 4 de julho de 1961 (63 anos)      | Deadwood                                                    | Lawrence               | 66000716 |                                                 |
| 7     | Fort Pierre Chouteau Site                                                           |        | 17 de julho de 1991 (33 anos)     | Fort Pierre                                                 | Stanley                | 76001756 |                                                 |
| 8     | Fort Thompson Mounds                                                                |        | 19 de julho de 1964 (60 anos)     | Fort Thompson                                               | Buffalo                | 66000711 |                                                 |
| 9     | Langdeau Site                                                                       |        | 19 de julho de 1964 (60 anos)     | Lower Brule                                                 | Lyman                  | 66000717 |                                                 |
| 10    | Mitchell Site                                                                       |        | 19 de julho de 1964 (60 anos)     | Mitchell                                                    | Davison                | 66000712 |                                                 |
| 11    | Rancho Frawley                                                                      |        | 5 de maio de 1977 (47 anos)       | Spearfish                                                   | Lawrence               | 74001893 |                                                 |
| 12    | Sanatório de Battle Mountain, Lar Nacional dos Soldados Voluntários com Deficiência |        | 17 de junho de 2011 (13 anos)     | 500 North 5th Street, Hot Springs                           | Fall River             | 11000561 |                                                 |
| 13    | Sítio Arqueológico Vanderbilt                                                       |        | 18 de fevereiro de 1997 (28 anos) | Pollock                                                     | Campbell               | 97000342 |                                                 |
| 14    | Verendrye Site                                                                      |        | 17 de julho de 1991 (33 anos)     | Entre a 2nd e 5th streets e 2nd e 4th Avenues, Fort Pierre  | Stanley                | 74001899 |                                                 |
| 15    | Vila Molstad                                                                        |        | 19 de julho de 1964 (60 anos)     | Mobridge                                                    | Dewey                  | 66000713 |                                                 |
| 16    | Wounded Knee                                                                        |        | 21 de dezembro de 1965 (59 anos)  | 11 milhas à oeste de Batesland, Reserva Indígena Pine Ridge | Shannon                | 66000719 | Documentação atualizada em 31 de março de 2001. |

## Áreas históricas do NPS na Dakota do Sul
Locais históricos nacional, parques históricos nacional, alguns monumentos nacional e determinadas áreas listadas no Sistema Nacional de Parques são marcos históricos de importância nacional, geralmente já protegidos antes mesmo da criação do programa NHL em 1960.
Existem 2 dessas áreas na Dakota do Sul.
|   | Nome                                       | Imagem | Inclusão                         | Localidade e coordenadas                                       | Condado              | NRIS     | Observações |
| - | ------------------------------------------ | ------ | -------------------------------- | -------------------------------------------------------------- | -------------------- | -------- | ----------- |
| 1 | Local Histórico Nacional Minuteman Missile |        | 29 de novembro de 1999 (25 anos) | Fora da I-90, Norte de Rapid City                              | Jackson e Pennington | 01000275 |             |
| 2 | Memorial Nacional Mount Rushmore           |        | 15 de outubro de 1966 (58 anos)  | 3 milhas à oeste de Keystone, fora da U.S. 16A, na Black Hills | Pennington           | 66000718 |             |